# The Heiress
 The Heiress és una pel·lícula estatunidenca dirigida per William Wyler, estrenada el 1949.

## Argument
Al final del segle xix, Catherine Sloper viu en una rica casa de Washington Square, el «bon barri» de Nova York, en companyia del seu pare, Austin Sloper, vídu, riquíssim i tirànic.
La noia, tímida i sense grans atractius, coneix el seductor Morris Townsend en un ball. El jove li fa de seguida la cort. Esdevenint un habitual de la casa dels Sloper, demana la mà de Catherine al seu pare. Però aquest, no triga a acusar-lo de ser un caçador de dots i ho refusa. El pare explica cruelment a la seva filla que pel que fa a la seva manca d'encants, només els diners poden interessar Morris Townsend.

## Al voltant de la pel·lícula
- Adaptació de la novel·la de Henry James Washington Square apareguda el 1880, el guió de Ruth i Augustus Goetz es basa en la versió teatral de 1947 que havia tingut gran èxit a Broadway.[2] Wendy Hiller, Basil Rathbone i Peter Cookson hi interpretaven els papers respectius de Catherine, Austin i Morris. Servirà igualment de base per al llibret de l'òpera L'hereva (1974) de Louis Ducreux i Jean-Michel Damase. Una altra  Washington Square serà dirigida per Agnieszka Holland el 1997.

- La interpretació d'Olivia de Havilland li val el seu segon Oscar, el primer va ser a La vida íntima de Jody Norris (1946) de Mitchell Leisen.
- The Heiress figura en una llista de pel·lícules marcades com a «culturalment significatives» per la Biblioteca del Congrés dels Estats Units i seleccionades per la preservació al Nacional Film Registry.[3]

## Repartiment
- Olivia de Havilland: Catherine Sloper
- Montgomery Clift: Morris Townsend
- Ralph Richardson: Dr. Austin Sloper
- Miriam Hopkins: Lavinia Penniman
- Vanessa Brown: Maria
- Mona Freeman: Maria Almond
- Ray Collins: Jefferson Almond
- Betty Linley: Sra. Montgomery
- Selena Royle: Elizabeth Almond
- Paul Lees: Arthur Townsend
- Harry Antrim: M. Abeel
- Russ Conway: Quintus
- David Thursby: Geier

## Premis i nominacions

### Premis[4]
- 1950. Oscar a la millor actriu per Olivia de Havilland
- 1950. Oscar a la millor banda sonora per Aaron Copland
- 1950. Oscar a la millor direcció artística per Harry Horner, John Meehan i Emile Kuri
- 1950. Oscar al millor vestuari per Edith Head i Gile Steele
- 1950. Globus d'Or a la millor actriu dramàtica per Olivia de Havilland

### Nominacions[4]
- 1950. Oscar a la millor pel·lícula
- 1950. Oscar al millor director per William Wyler
- 1950. Oscar al millor actor secundari per Ralph Richardson
- 1950. Oscar a la millor fotografia
- 1950. Globus d'Or al millor director per William Wyler
- 1950. Globus d'Or a la millor actriu secundària per Miriam Hopkins